# Книга пророка Софонії

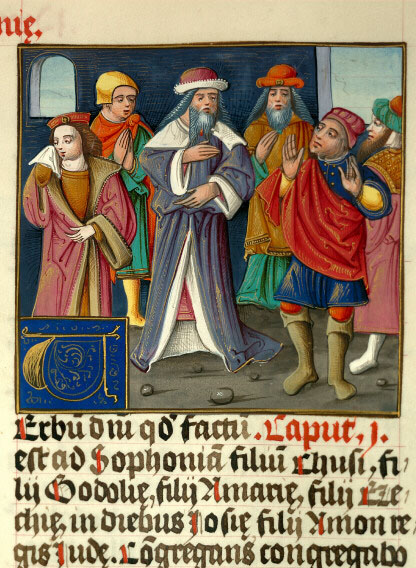
Софонія звертається до народу. (французька Біблія 16 ст).

Книга пророка Софонії — дев'ята книга малих пророків Старого Завіту Біблії. Книга складається із трьох розділів.

## Час написання
Приблизно через сто років після смерті Ісаї в історії вибраного народу починається вирішальний період. Царства Ізраїлю вже не існувало. Царство Юдеї було обмежено клаптиком землі навколо Єрусалима і нагадувало хіба що тінь суверенної держави. Дедалі відкритіше тут шанують богів Ассирії, а водночас у незрозумілий спосіб плекають надію, що Ягве вірний Завітові не допустить остаточної руїни. За таких обставин у час панування царя Йосії виконував свою пророчу місію Софонія. Своєю діяльністю він певним чином приготував велику релігійну реформу царя Йосії (правив 639-609 р. до н. е). Коли вона розпочалася (628 р. до н. е.) пророка правдоподібно вже не було в живих.

## Автор
Ім'я Софонія (צְפַנְיָה şəfanjāh) скорочений варіант форми імени від «Зефаньягу» (צְפַנְיָהוּ şəfanjāhû) і означая «Ягве врятував». Про автора немає певних відомостей крім самого імені, та невеликих відомостей його роду у першій строчці його книги:
«Слово Господнє, що було до Софонії, сина Куші, сина Ґедалії, сина Амарії, сина Єзекії, за днів Йосії, Амонового сина, Юдиного царя.»(Соф. 1:1).

## Зміст
Книга має всього 3 розділи повністю поетичні.
- Походження (Соф. 1:1)
- Близький суд над Юдеєю (1,2-2,3)
  - Суд через гріхи юдеїв (1,2-13)
  - День суду Господнього(1,14-18)
  - Заклик до навернення (2,1-3)
- Суд над народами (2,4-15)
  - над філістимянами (Соф. 2:4-7)
  - над Моавом та Аммоном (2,8-10)
  - над народами на Заході і Півдні (2,11)
  - над Ассирією
- Горе впертому Єрусалиму (Соф. 3:1-20)
  - Гнів Божий Суд та прийдешнє очищення (3,1-7)
  - Бог залишить «бідний і смиренний» народ, що він дав початок новому, досконалому народові. (3,8-13)
  - Порятунок Єрусалиму (3,14-20)

Головною темою Книги є «День Господній», що досягне всіх, у тому числі і вибраний народ. Але все ж Ізраїль очищений від своїх провин, стане осередком спасіння світу. Деякі промови додані пізніше, особливо ті у яких натякається на вавилонську неволю, що як відомо вже настала після смерті Софонії.